# انگشتان ضرب‌دری

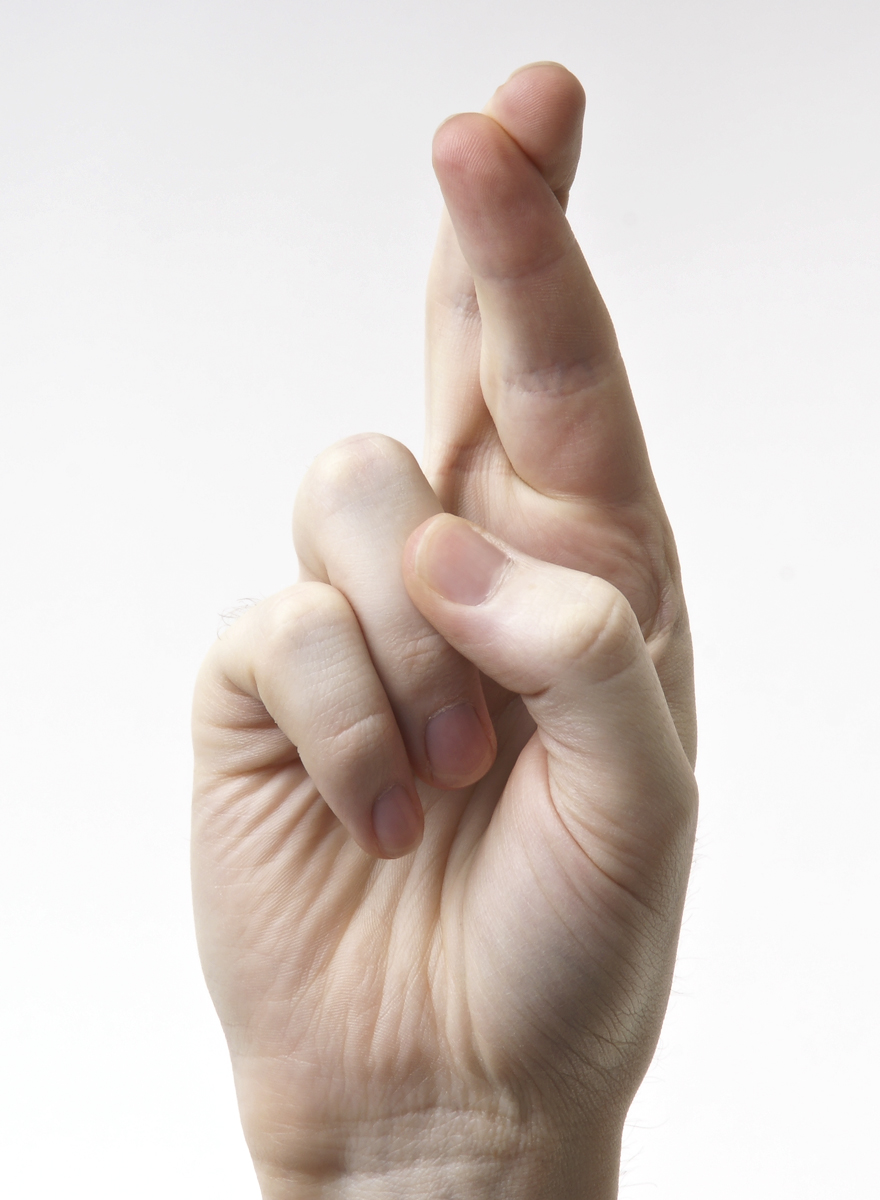
انگشتان ضربدری

انگشتان ضرب‌دری (به انگلیسی: Crossed fingers) شکل خاص از قرارگیری انگشتان دست نسبت به یک‌دیگر است که معمولاً از آن برای نمایش آرزوی شانس استفاده می‌شود. بعضی وقت‌ها ممکن است این حرکت نوعی تلاشی برای درخواست کمک از خدا تعبیر شود.

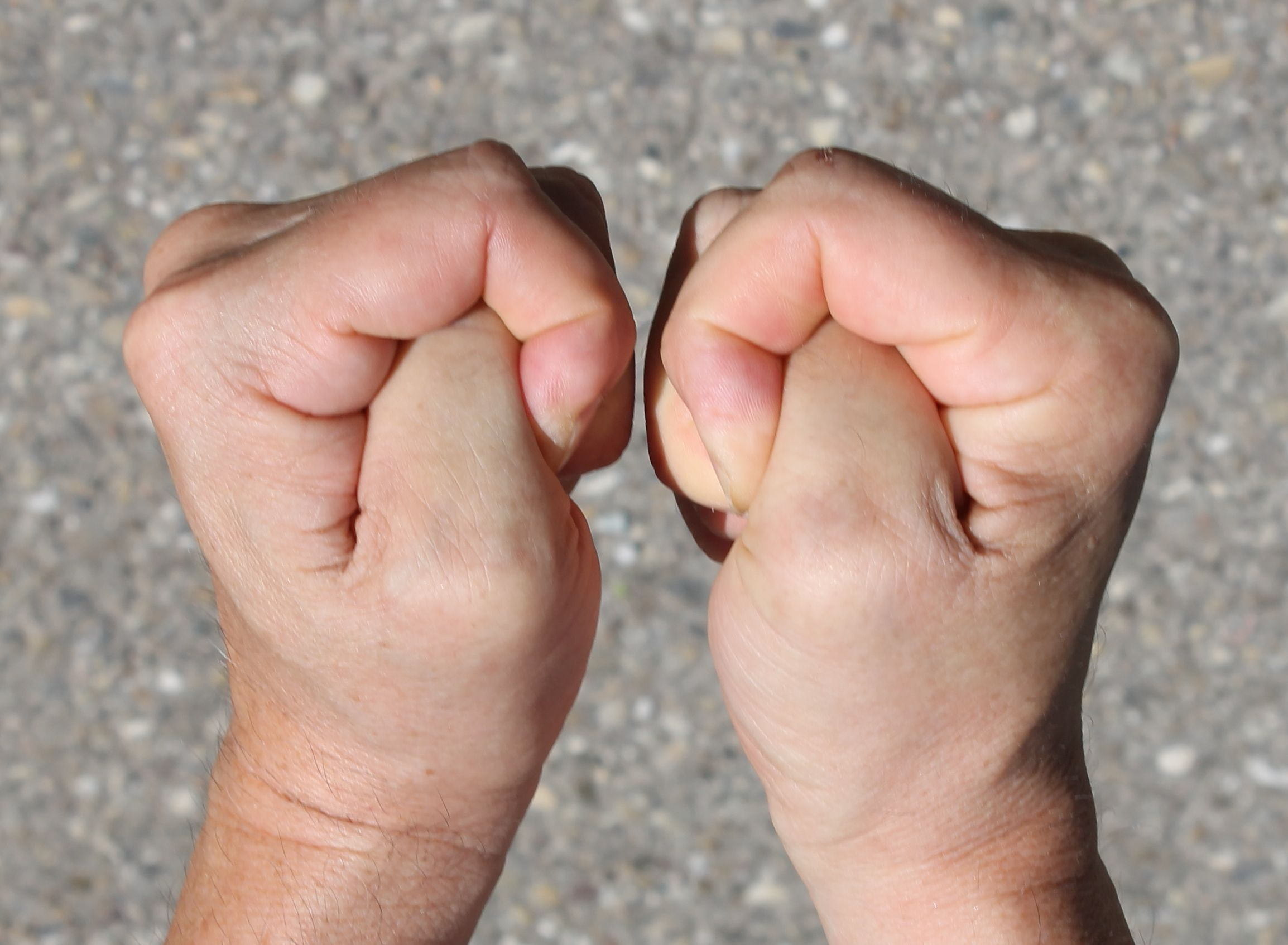
فشار دادن شست به عنوان حرکت برای آرزوی موفقیت در کشورهای آلمانی زبان و بسیاری از کشورهای اسلاو